# Litakowo
Litakowo (bułg. Литаково) – wieś w Bułgarii, w obwodzie sofijskim, w gminie Botewgrad. Według danych szacunkowych Ujednoliconego Systemu Ewidencji Ludności oraz Usług Administracyjnych dla Ludności, 15 września 2022 roku miejscowość liczyła 1782 mieszkańców.

## Osoby związane z miejscowością

### Urodzeni
- Najden Dragonow (1883–?) – bułgarski rewolucjonista WMORO
- Wenelin Kocew (1926–2002) – bułgarski polityk

### Zmarli
- William Thompson (1920–1944) – brytyjsko-bułgarski oficer

### Inni
- Miron Iwanow (1931–1988) – bułgarski pisarz, mieszkał tutaj
- Sław Karasławow (1932–2002) – bułgarski pisarz, mieszkał  tutaj